# Joseph Callaerts
Joseph Callaerts (* 11. August 1830 in Antwerpen; † 3. März 1901 in Antwerpen) war ein belgischer Organist, Glockenspieler, Komponist und Hochschullehrer.

## Leben und Wirken
Joseph Callaerts begann seine musikalische Ausbildung als Chorsänger an der Kathedrale Notre Dame in Antwerpen. Danach studierte er am Königlichen Konservatorium in Brüssel Harmonielehre bei Jean-Henri Simon und das Fach Orgel bei Jacques-Nicolas Lemmens (1823–1881), und er gewann einen Ersten Preis für Orgel im Jahr 1856. Von 1850 an war er Organist am Jesuitenkolleg seiner Heimatstadt. Im Mai 1855 wurde er Nachfolger von Charles Delin auf der Stelle des Organisten der Kathedrale von Antwerpen, nachdem er zwei Jahre lang sein Stellvertreter gewesen war. Darüber hinaus wurde er im Januar 1863 zum Städtischen Glockenspieler (Carilloneur de la ville) an Stelle von Jan Frans Volckerick ernannt. Von 1867 an unterrichtete er die Fächer Orgel und Harmonielehre an der Antwerpener Musikschule (Antwerpse Muziekschool), welche auf Betreiben seines Direktors Peter Benoit (1834–1901) im Jahr 1898 in Königlich Flämisches Konservatorium (Koninklijk Vlaamsch Muziekconservatorium) umbenannt wurde. An dieser Musikschule leitete Callaerts bis zu seinem Tod 1901 die Orgelklasse.
Callaerts war auch ein geschätzter Berater für den Orgelbau, und sein Gutachten war von dem Ausführenden Pierre Schyven für die Restauration der großen Orgel der Kathedrale von Antwerpen verlangt worden. Das Einweihungskonzert am 17. Dezember 1891 führte ihn mit Alphonse Mailly (1833–1918) und Charles-Marie Widor (1844–1937) aus Paris zusammen.
Seine Symphonie für großes Orchester und sein Trio mit Klavier wurde von der königlich belgischen Akademie mit einem Preis belohnt.

## Bedeutung
Die wieder aufgelebte Aufgeschlossenheit für die romantische Orgelmusik des 19. Jahrhunderts hatte in jüngerer Zeit auch eine allgemeine Neubewertung der Orgelwerke von Joseph Callaerts zur Folge. Die lange Zeit nur geringe Verbreitung seiner Werke geht sicher zum einen darauf zurück, dass seine Werke von der traditionellen deutschen, auf der Bach-Renaissance fußenden Schule geprägt sind, weil er also den neuen, von Hector Berlioz, Franz Liszt und auch César Franck vertretenen Strömungen eher fremd gegenüberstand; der andere Grund ist wohl sein unauffälliges Leben und Wirken als Organist und Orgellehrer in Antwerpen – er war zeitlebens nur wenig aus seiner Heimatstadt hinaus gekommen. Er pflegte jedoch viele freundschaftliche Kontakte zu namhaften Komponisten seiner Zeit im In- und Ausland (Frankreich, England, Vereinigte Staaten von Amerika und Deutschland), wobei Felice-Alexandre Guilmant und Charles-Marie Widor in Paris besonders zu erwähnen sind (beide sind wie er Schüler von Lemmens gewesen) und darüber hinaus Uso Seifert (1852–1912) in Dresden. Callaerts hat eine große Zahl von Schülern ausgebildet; einer von ihnen war der spätere Direktor des Antwerpener Konservatoriums Émile Wambach, ebenfalls ein verdienstvoller Organist.
Callaerts Werk umfasst Vokalmusik (Lieder, Arien, geistliche und weltliche Chorwerke sowie Messen, Motetten, Kantaten und Chöre), Orchesterwerke (darunter eine viersätzige Symphonie und die Symphonische Dichtung Le Retour d'Ulysse, „Die Rückkehr des Odysseus“), Klavierwerke, Kammermusik sowie den Opern-Einakter Le Retour imprévu („Die unerwartete Rückkehr“); sein Orgelwerk enthält annähernd sechzig Titel. Anlässlich des hundertsten Todestags des Komponisten fand am 5. Mai 2001 (im Rahmen des 11. Internationalen Orgelfests an der St. Elisabeth-Kirche in Bonn) die deutsche Erstaufführung seines Konzerts für Orgel und Orchester f-Moll op. 18 statt (Solist: Otto Depenheuer, außerdem die Kölner Domkapelle, Leitung: Karl Kühling).

## Werke (Auswahl)
- Bühnenwerke
  - Oper Le Retour imprévu (Antwerpen 1889)
- Werke für Orchester (mit und ohne Soloinstrument)
  - Grande Fantaisie de Concert für Orgel und Orchester op. 4
  - Symphonische Dichtung Le Retour d'ULysse
  - Symphonie in vier Sätzen (1879)
- Vokalwerke
  - Lentevreugd für zwei Tenöre und zwei Bassstimmen
  - Messe für Sopran, Alt, Bass und Orgel op. 24
  - Kantate Te Temps des Etudes für Solo, Chor, Klavier und Orchester
- Kammermusik
  - Trio a-Moll für Klavier, Violine und Violoncello op. 15 (1882)
  - Andante sostenuto für Violoncello oder Violine und Klavier op. 16
- Klavierwerke
  - Klaviersonate op. 3
  - Impromptu op. 6
  - Caprice op. 8
  - Fantaisie-Barcarolle op. 11
  - Air de Ballade op. 15
  - Roosje uit de dalen
  - Symphonie für Klavier zu vier Händen
- Orgelwerke
  - Quinze Improvisations op. 1 (fünfzehn Improvisationen)
  - Grande Fantaisie de Concert op. 5
  - 24 Stücke für Orgel in 2 Serien zu je 4 Heften:
    - Heft I: Pastorale, Méditation, Marche Solennelle op. 20
    - Heft II: Adoration, Canzone, Sortie Solennelle op. 21
    - Heft III: Prière, Petite Fantaisie, Marche Nuptiale op. 22
    - Heft IV: Cantilène, Communion, Toccata et Final op. 23
    - Heft V: Mélodie, Invocation, Marche de Fête op. 28
    - Heft VI: Toccata, Offertoire et Duo, Marche Funèbre op. 29
    - Heft VII: Prière (No. 2), Allegro Giocoso, Marche Triomphale op. 30
    - Heft VIII: Elégie, Bénediction Nuptiale, Scherzo op. 31

  - Adoration
  - Intermezzo b-Moll (1898)
  - Invocation
  - Prayer No. 1 et No. 2
  - Solennelle marche
  - Tantum ergo
  - Zwei Sonaten: Nr. 1 c-Moll, Nr. 2 A-Dur (posthum, erschienen 1908)